# Henk Leeuwis
Henk Leeuwis, artiestennaam Henkie (Elst, 4 december 1945 – Amsterdam, 19 juli 2022), was een Nederlands zanger die in 2006 in Nederland en Vlaanderen een zomerhit had met het nummer Lief klein konijntje.

## Biografie
Henkie werd in 1945 geboren als Henk Leeuwis en groeide op in Elst. Leeuwis werkte eerst als rij-instructeur en in 2006 begon hij als zanger met het lied Lief klein konijntje. In 2022 overleed hij op 76-jarige leeftijd na een lang ziekbed.
Henkie was de vader van DJ Galaga (Marco Leeuwis).

## Carrière
Henkie heeft in februari 2007 zijn single 'Mijn Goudvis' uitgebracht. Verder was hij ook bekend van hits als "De fiets van Piet van pa", "Lief klein konijntje", "Sjoe Sjoewa" en "Het grote Pannenkoekenlied".

## Discografie

### Singles
| Single met eventuele hitnotering(en) in de Nederlandse Top 40 | Datum van verschijnen | Datum van binnenkomst | Hoogste positie | Aantal weken | Opmerkingen                 |
| ------------------------------------------------------------- | --------------------- | --------------------- | --------------- | ------------ | --------------------------- |
| De fiets                                                      | 2003                  |                       | -               |              | Nr. 57 in de Single Top 100 |
| Lief klein konijntje                                          | 2006                  | 03-06-2006            | 26              | 7            | Nr. 12 in de Single Top 100 |
| Mijn goudvis                                                  | 2007                  |                       | -               |              | Nr. 37 in de Single Top 100 |

| Single met hitnotering(en) in de Vlaamse Ultratop 50 | Datum van verschijnen | Datum van binnenkomst | Hoogste positie | Aantal weken | Opmerkingen |
| ---------------------------------------------------- | --------------------- | --------------------- | --------------- | ------------ | ----------- |
| Lief klein konijntje                                 | 2006                  | 17-06-2006            | 1               | 31           |             |

- MusicBrainz: 9677f76f-2876-4aa6-b0bc-3f54427ac6bc